# Ordonnanzrevolver 1872

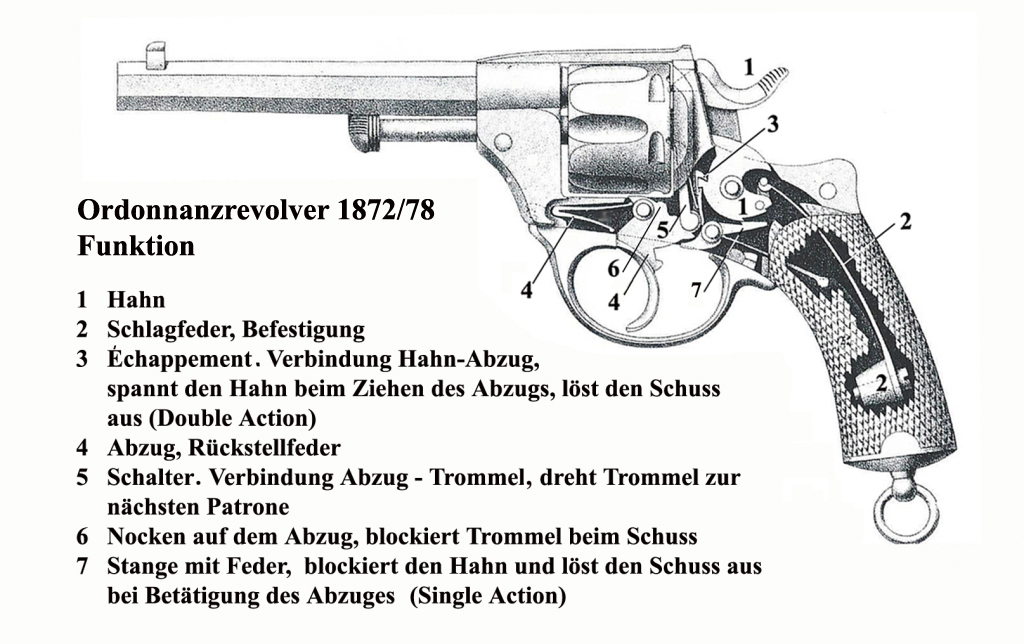
Funktion des Revolvers 1872/78

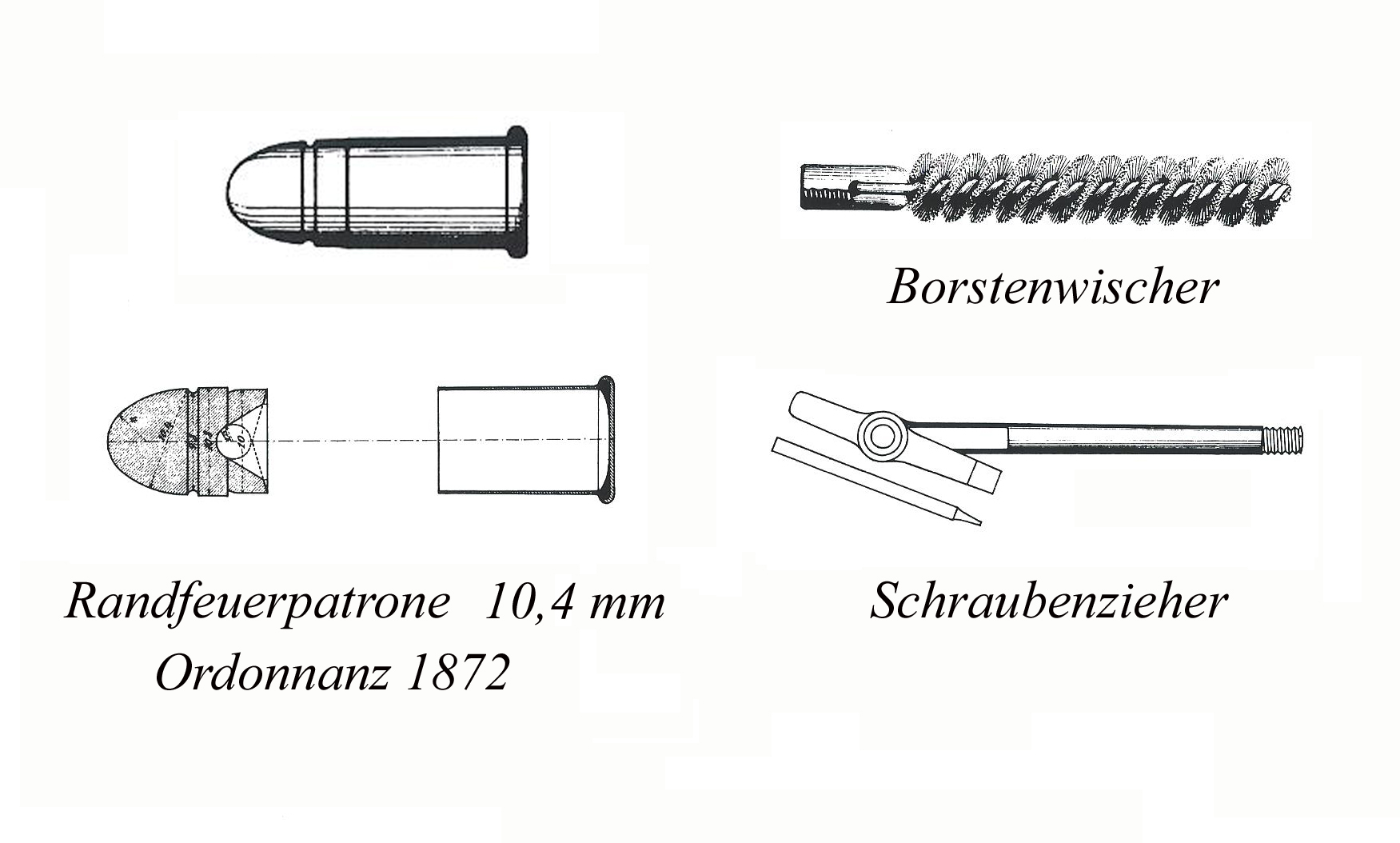
Randfeuerpatrone Ordonnanz 1872

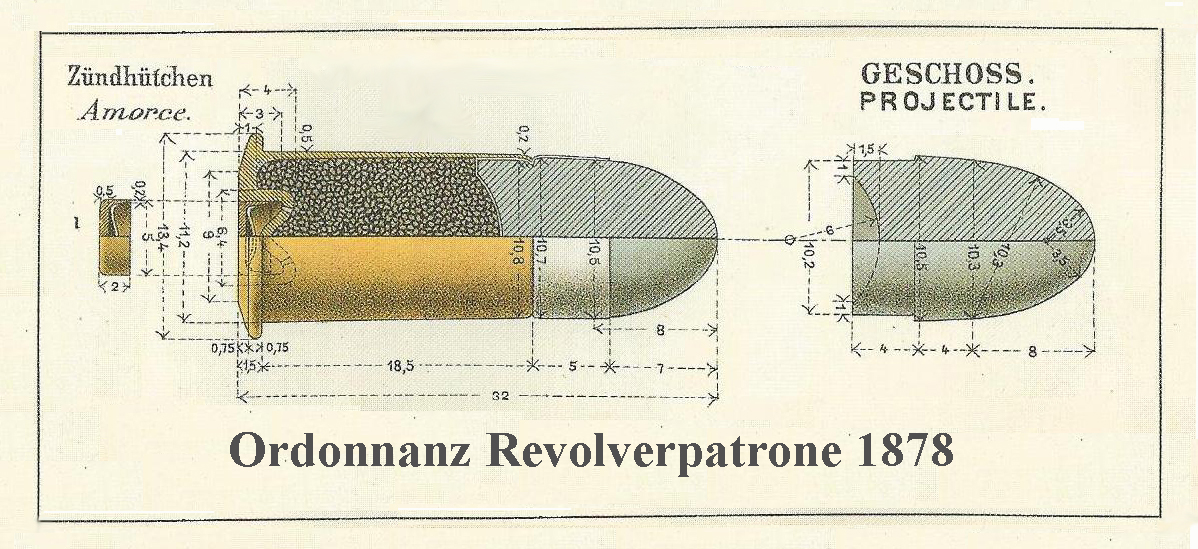
Zentralfeuerpatrone Ordonnanz 1878

Der Ordonnanzrevolver 1872 ist eine durch Bundesratsbeschluss vom 24. April 1872 eingeführte Ordonnanzwaffe der Schweizer Armee zur Bewaffnung von berittenen Truppen. Die Waffe verschoss anfangs eine Schwarzpulverpatrone mit Randfeuerzündung im Kaliber 10,4 mm. Von 1872 bis 1877 wurden 900 dieser Revolver hergestellt. Abgelöst wurde der Revolver 1872 durch den Ordonnanzrevolver 1878 System Warnant im Kaliber 10,4 mm mit Zentralfeuerzündung.

## Geschichte
In den zwei Jahrzehnten, bevor der Bundesrat entschied, einen Ordonnanzrevolver zur Bewaffnung von Offiziere und berittenen Truppen einzuführen, erwarben die Offiziere ihre fakultativen Faustfeuerwaffen privat. Bekannt sind Vorderlader-Revolver von Colt, Remington, Patronenrevolver nach dem System Lefaucheux, Galand und andere mehr. So erwarb das Eidg. Militärdepartement 1866 beispielsweise 300 bis 400 durch die Revolverkommission modifizierte Lefaucheux-Revolver bei Beuret Frères, Liège, in Belgien. Diese Waffen waren zum Verkauf an Offiziere bestimmt. Viele dieser Revolver fanden zur Zeit des Deutsch-Französischen Krieges anlässlich der Grenzbesetzung 1870/71 unter dem Kommando von General Hans Herzog Verwendung.
Ab 1869/70 begannen Versuche mit Revolvern von Smith & Wesson, Galand, Francotte und anderen Herstellern, wobei Major Rudolf Schmidt, späterer Direktor der Waffenfabrik Bern begann, den Revolver von Chamelot & Delvigne weiter zu entwickeln was dazu führte, dass Bern 1871 einen entsprechenden Versuchsrevolver bei Pirlot Frères, Liège herstellen liess. Nach erfolgreichen Tests dieses Prototyps und einigen Abänderungsvorschlägen wurden (Bundesratsbeschluss vom 24. April und 10. Juli 1872) durch die Kriegstechnische Abteilung 1872/73 800 dieser Waffen (geliefert in Einzelteilen) mit Randfeuerzündung beschafft. Sie wurden durch die Eidgenössische Montierwerkstätte, dem Vorgänger der Eidgenössischen Waffenfabrik Bern kontrolliert und zusammengebaut. 1877 erfolgte eine zweite Lieferung von 100 dieser Waffen, welche möglicherweise bereits für Zentralfeuerpatronen eingerichtet waren.
Bundesratsbeschluss vom 24. April 1872
- Adoption des Revolvers (CDS) Construction Chamelot, Delvigne & Schmidt als Modell 1872 zur Bewaffnung der Guiden und berittenen Unteroffiziere der Artillerie, in Ersetzung der bisherigen Perkussionspistole Modell 1842.

Bundesratsbeschluss vom 27. Sept. 1878
- 1. Centrale Zündweise für Revolver
- 2. Umänderung der Revolver 1872

## Technik
Der Ordonnanzrevolver 1872 entspricht, abgesehen von Details im Schlossmechanismus, der Lauflänge und des Kalibers dem in der Société Manufacturière d’Armes in St. Etienne hergestellten Chamelot-Delvigne Armee-Revolver Modell 1873 der französischen und dem bei Pirlot Frères hergestellten Modell 1871 der belgischen Armee. Wie bei diesen ist das Schloss des von Rudolf Schmidt modifizierten Ordonnanzrevolvers 1872 doppeltwirkend, zum Präzisionsschiessen wird der Hahn von Hand gespannt, zum Schnellschiessen wird nur der Abzug betätigt.
Ein Prototyp des von Schmidt entworfenen Revolvers ergab bei Vergleichsschiessen am 21./22. März 1872 mit einem Galand-Revolver dessen Trommel fünf Schuss fasste und einem Smith & Wesson Model 3 Revolver im Kaliber .44 American mit 6-Schuss Trommel folgende Resultate:
- Schmidt 1842 Prototyp, Streuung auf 50 m: 31 cm
- Galand, Streuung auf 50 m: 117 cm
- Smith & Wesson, Streuung auf 50 m: 25 cm

Auf eine Schussdistanz von 100 m durchschlug das Geschoss des Galand Revolvers 1 cm Tannenholz, das Geschoss des Smith & Wesson 5 cm im Tannenholz. Vom Schmidt 1842 Prototyp Revolver sind keine Zahlen bekannt. Mit einem von Schmidt weiter entwickelten Revolver wurden 1875 bei einem Testschiessen mit Zentralfeuerpatronen im Kaliber 10,4 mm auf eine Distanz von 90 m 6,3 cm Tannenholz durchschlagen.
Die 1872-Revolver hatten Holzgriffschalen, Gesamtlänge der Waffe 278 mm, Gewicht 1000 g. Der oktogonale Lauf, Lauflänge 150 mm im Kaliber 10,4 mm hatte 4 Züge, Tiefe der Züge 0,25 mm, ein Umgang 250 mm, Rechtsdrall.
Ab 1877 wurden alle 1872-Revolver auf Zentralfeuerzündung abgeändert.

## Munition
Die 1872 hergestellten Revolver verschossen im Eidgenössischen Laboratorium Thun hergestellte Randfeuerpatronen im Kaliber 10,4 mm, mit einer Tombakhülse, Länge 16,5 mm, Ladung: 1,5 g schweizerisches Schwarzpulver No.1, Expansionsgeschoss: Weichblei, leicht gefettet, Gewicht 11 g. Länge der Patrone 30,5 mm, Gewicht 15 g.
Bei den nach 1877 eingesetzten Zentralfeuerpatronen im Kaliber 10,4 mm (Toleranz max. 10,45, min. 10,35 mm) wurden Messinghülsen eingesetzt, Länge 20 mm. Gewicht: 3,8 g, Ladung 1 g Schwarzpulver No. 1, Geschoss: Blei mit Papierumhüllung, äusserlich gefettet, Gewicht des Geschosses 12,5 g plus 0,8 g, Länge der Patrone 32 mm, Gesamtgewicht: 17,5 g. Anfangsgeschwindigkeit: 185 m/s.